# Донзел, Эмери Йоханнес ван
Эмери Йоханнес ван Донзел (нидерл. Emeri Johannes van Donzel, 5 июля 1925, Ньювштадт, Лимбург, Нидерланды — 29 октября 2017, Вассенар, Южная Голландия, Нидерланды) — нидерландский историк-востоковед и исламовед, специалист по Ближнему Востоку. Также занимался изучением Эфиопии и истории взаимодействия христианства и ислама.
Эмерит-профессор и директор Нидерландского института Ближнего Востока, а также один из авторов и редакторов фундаментальной «Энциклопедии ислама» (Брилл). Кавалер Ордена Оранских-Нассау. Участник нескольких конференций по истории Ближнего Востока.